# Paolo Marinelli
Paolo Marinelli (Fiume, 10 aprile 1995) è un cestista croato.